# Мананников, Андрей Иванович
Андре́й Ива́нович Мана́нников (5 августа 1965, Душанбе, Таджикская ССР, СССР) — советский, таджикский и российский футболист и тренер, вратарь. Мастер спорта СССР (1985).

## Биография
Профессиональную карьеру начал в «Памире» (Душанбе) (1982—1991). Будучи призванным на военную службу, один сезон (1986) в качестве дублёра Валерия Новикова провёл в ЦСКА, сыграв одну игру.
Болельщики «Памира» называли Андрея Мананникова на свой манер — Абдуманон. Запомнился тем, что перед тем как ввести мяч в игру, на удачу обязательно его целовал.
После распада СССР первую половину 1992 года провёл в Таджикистане. С лета — в России, играл за российский «Зенит». Однако сезон завершился неудачно — в 1992 году «Зенит» занял 16-е место в чемпионате России и вылетел из высшей лиги. Поговорив с руководством питерского клуба, он понял, что квартирный вопрос будет не решен. В итоге, Мананников согласился на переход в волгоградский «Ротор», где ему помогли получить жилье в Волгограде. Одновременно ему помогли перевезти и родителей.
В 1993 году играл за «Ротор», позже — за «Анжи» и липецкий «Металлург».
В 2000 году из-за болезни старшего сына переезжает в Санкт-Петербург вместе с родителями. С это времени играл за «Динамо-СПб», «Северсталь», «Светогорец». В «Светогорце» начал свою тренерскую карьеру.
В 2005—2006 годах работал тренером в «Спартаке» (Челябинск / Нижний Новгород), в 2007 году — в красноярском «Металлурге». В 2008 году — тренер вратарей в ФК «Рига».
В 2015 году работал начальником транспортного цеха асфальтобетонного завода.
C 2019 года — тренер ДФК Зенит-84.

### В сборной
В 1992 и 1996 годах провел 3 игры за сборную Таджикистана.
| №  | Дата         | Город                | Соперник   | Счёт | Мин. | Турнир                 |
| -- | ------------ | -------------------- | ---------- | ---- | ---- | ---------------------- |
| 1. | 17 июня 1992 | Душанбе, Таджикистан | Узбекистан | 2:2  | 90'  | Кубок Центральной Азии |
| 2. | 8 мая 1996   | Душанбе, Таджикистан | Узбекистан | 4:0  | 90'  | Кубок Азии             |
| 3. | 19 июня 1996 | Ташкент, Узбекистан  | Узбекистан | 0:5  | 95'  | Кубок Азии             |

## Достижения
как игрока
- серебряный призёр чемпионата России 1993 года в составе «Ротора»
- победитель первой лиги СССР 1988 года в составе «Памира»
- победитель зоны «Запад» второго дивизиона России 2001 года в составе «Динамо» СПб.

## Семья
Женат, двое сыновей — Евгений и Николай.